# Cường độ thiên thực

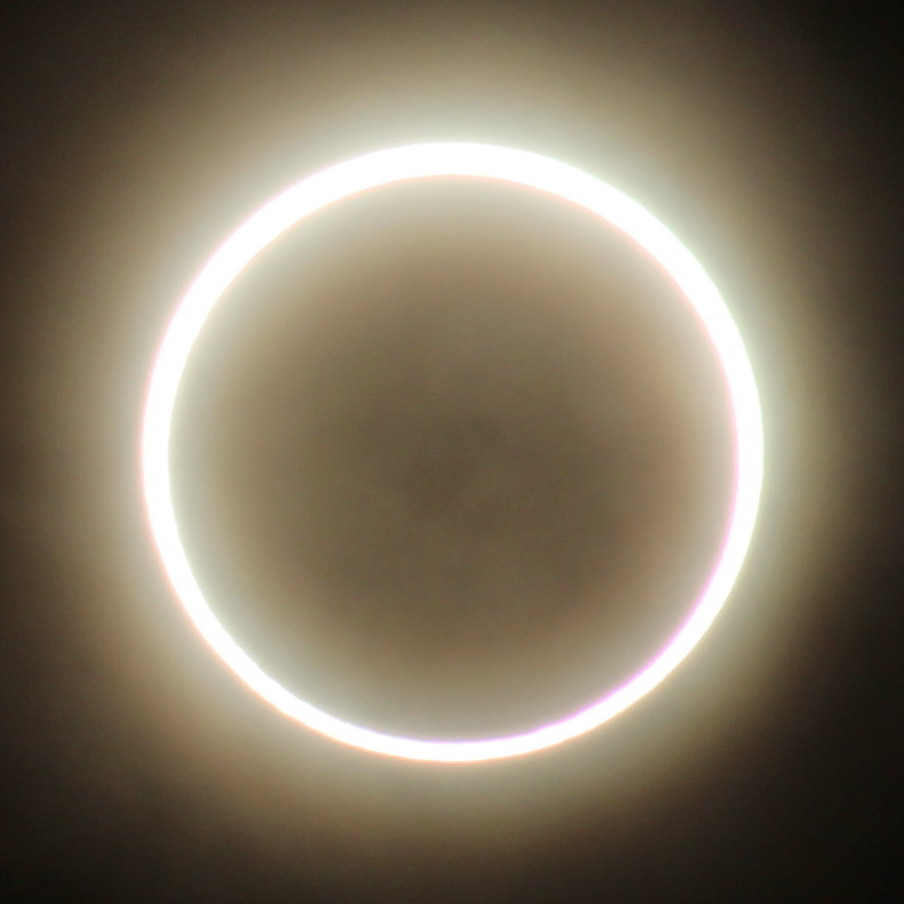
Nhật thực hình khuyên hình khuyên có cường độ nhỏ hơn 1

Độ lớn thiên thực hay thực phần là một phần của đường kính góc của một thiên thể bị thực. Điều này áp dụng cho tất cả các loại thực của các thiên thể. Độ lớn của nhật thực một phần hoặc nhật thực hình khuyên luôn luôn nằm giữa 0,0 và 1,0 trong khi độ lớn của nhật thực toàn phần luôn lớn hơn hoặc bằng 1,0.
Chu kỳ của độ lớn thiên thực là 159 năm trừ đi 17 ngày. Nhật thực trung tâm phía nam xen kẽ phía bắc hoặc ngược lại. Saros = số + 3.
Không nên nhầm lẫn phép đo này với phần bị che phủ của diện tích (đĩa) biểu kiến của thiên thể bị thực, trong khi độ lớn của thiên thực chính xác là tỷ lệ của các đường kính. Cũng không nên nhầm lẫn nó với thang độ lớn thiên văn của độ sáng biểu kiến.

## Ảnh hưởng của độ lớn thiên thực đến nhật thực

Mỗi biểu tượng hiển thị chế độ xem từ trung tâm điểm đen của nó, đại diện cho Mặt trăng (không theo tỷ lệ)

Kích thước biểu kiến của Mặt Trăng và Mặt Trời đều xấp xỉ 0,5° hoặc 30', nhưng cả hai đều dao động vì khoảng cách giữa Trái Đất và Mặt Trăng cũng dao động. (Khoảng cách giữa Trái Đất và Mặt Trời cũng dao động, nhưng ảnh hưởng là không đáng kể khi so sánh với ảnh hưởng của sự dao động khoảng cách Mặt Trăng - Trái Đất.)
Trong nhật thực hình khuyên, độ lớn thiên thực là tỷ lệ giữa các đường kính góc biểu kiến của Mặt Trăng và Mặt Trời trong nhật thực cực đại, cho tỷ lệ nhỏ hơn 1. Vì độ lớn của nhật thực nhỏ hơn 1, đĩa Mặt Trăng không thể che khuất hoàn toàn Mặt Trời. Khi tâm của hai đĩa được canh đủ thẳng hàng thì một vòng ánh sáng mặt trời vẫn thấy được xung quanh Mặt Trăng. Nó được gọi là nhật thực hình khuyên, từ annulus Latin, có nghĩa là "vòng tròn, vành khuyên".
Để nhật thực toàn phần xảy ra, tỷ lệ đường kính biểu kiến của Mặt Trăng và Mặt Trời phải bằng 1 hoặc lớn hơn và ba thiên thể (Mặt Trời, Trái Đất và Mặt Trăng) phải được căng thẳng hàng ngay tại tâm. Khi điều đó xảy ra thì đĩa của Mặt Trăng che phủ hoàn toàn đĩa Mặt Trời trên bầu trời. Đường của thực toàn phần (tức là bóng của Mặt Trăng di chuyển che lấp toàn bộ ánh sáng mặt trời trực tiếp đến bề mặt Trái Đất) là một dải tương đối hẹp, nhiều nhất là vài trăm km.
Trong nhật thực một phần, độ lớn thiên thực là một phần đường kính của Mặt Trời bị Mặt Trăng che khuất tại thời điểm nhật thực cực đại. Như được thấy từ một địa điểm, độ lớn thiên thực nhất thời thay đổi, chính xác là 0,0 khi bắt đầu nhật thực, tăng đến một giá trị tối đa, sau đó giảm xuống 0,0 ở cuối nhật thực. Khi nói "độ lớn thiên thực" mà không thêm thông số kỹ thuật khác thì thông thường nó có nghĩa là giá trị tối đa của độ lớn thiên thực.
Độ lớn thiên thực không chỉ khác nhau giữa các lần nhật thực mà còn bởi vị trí quan sát. Nhật thực có thể là hình khuyên ở một vị trí nhưng lại là toàn phần ở một vị trí khác. Những nhật thực kiểu hỗn hợp này được gọi là lai.

## Ảnh hưởng của độ lớn thiên thực đến nguyệt thực
Hiệu ứng này ở nguyệt thực là hoàn toàn tương tự, với một vài điểm khác biệt. Thứ nhất, thiên thể bị thực là Mặt Trăng và 'thiên thể' gây ra thực là bóng của Trái Đất. Thứ hai, do bóng của Trái Đất ở khoảng cách của Mặt Trăng luôn lớn hơn đáng kể so với Mặt Trăng, nên nguyệt thực không bao giờ có thể là hình khuyên mà luôn luôn là một phần hoặc toàn phần. Thứ ba, bóng của Trái Đất có hai thành phần: vùng tối tối tăm hơn và vùng nửa tối sáng hơn. Nguyệt thực sẽ có hai độ lớn hình học: độ lớn vùng tối và độ lớn vùng nửa tối. Nếu ba thiên thể không đủ thẳng hàng, Mặt Trăng không đi vào vùng tối của Trái Đất - mặc dù vậy, nó vẫn có thể đi qua vùng nửa tối của Trái Đất, và nguyệt thực như thế được gọi là nguyệt thực vùng nửa tối.